# Jan Mertens
Jan Mertens (Hoboken, 2 marzo 1904 – Hoboken, 22 giugno 1964) è stato un ciclista su strada belga.

## Biografia
Nato nel 1904 a Hoboken, nella città di Anversa, nelle Fiandre, dopo alcune vittorie da dilettante, nel 1926 passò alla Labor e poi alla Armor, vincendo in quell'anno la Schaal Sels e partecipando al Tour de France, arrivando 26º, e al Giro delle Fiandre, terminando 11º.
Tornato alla Labor nel 1927, conquistò una tappa (la 2ª da Liegi a Lussemburgo) al Giro del Belgio 1927 e prese parte alla Parigi-Roubaix, chiudendo 21º.
Nel 1928 corse con Securitas e Thomann, arrivando 4º, ai piedi del podio, al Tour de France, 24º alla Parigi-Roubaix, ma soprattutto ottenendo il più importante successo della sua carriera, il Giro delle Fiandre, terminando con il tempo di 6h55"00, davanti a 4 ciclisti con lo stesso tempo.
Passato alla Alcyon nel 1929, chiuse 4º quell'anno al Giro delle Fiandre e 11º alla Parigi-Roubaix. Nel 1930 fu invece 15º al Tour de France.
Chiuse la carriera da individuale nel 1931, a 27 anni.
Morì nel 1964, a 60 anni.

## Palmarès
- 1924 (Dilettante, una vittoria)

Bruxelles-Luxembourg-Montdorf
- 1925 (Dilettante, una vittoria)

Circuit du Disonais
- 1926 (Labor/Armor, due vittorie)

Schaal Sels
3ª tappa Critérium des Aiglons (Fécamp > Parigi)
- 1927 (Labor, una vittoria)

2ª tappa Giro del Belgio (Liegi > Lussemburgo)
- 1928 (Securitas/Thomann, una vittoria)

Giro delle Fiandre
- 1929 (Alcyon, una vittoria)

Erembodegem

## Piazzamenti

### Grandi Giri
- Tour de France

1926: 26º
1928: 4º
1930: 15º

### Classiche monumento
- Giro delle Fiandre

1926: 11º
1928: vincitore
1929: 4º
- Parigi-Roubaix

1927: 21º
1928: 24º
1929: 11º